# Banisia fenestrifera
Banisia fenestrifera är en fjärilsart som beskrevs av Walker 1863. Banisia fenestrifera ingår i släktet Banisia och familjen Thyrididae. Inga underarter finns listade i Catalogue of Life.